# Daarobou
Daarobou ist ein osttimoresischer Ort in der Aldeia Fatubesi (Suco Atabae, Verwaltungsamt Atabae, Gemeinde Bobonaro). Er liegt in einer Meereshöhe von 64 m.
Die Siedlung liegt direkt am Fluss Nunura, an der Ostgrenze von Fatubesi. Im Norden wird sie nur durch einen Bach von Loumate abgetrennt. Der Bach im Süden trennt Daarobou vom Nachbarort Dirularan, der bereits zur Aldeia Helesu gehört.